# Bävertjärnen (Jokkmokks socken, Lappland)
Bävertjärnen är en sjö i Jokkmokks kommun i Lappland och ingår i Råneälvens huvudavrinningsområde.